# Levens, England
Levens är en by och en civil parish i Storbritannien. Den ligger i grevskapet Cumbria och riksdelen England, i den centrala delen av landet, 400 km nordväst om huvudstaden London. Orten har 1 007 invånare (2001).
Kustklimat råder i trakten. Årsmedeltemperaturen i trakten är 7 °C. Den varmaste månaden är juli, då medeltemperaturen är 14 °C, och den kallaste är februari, med 1 °C.